# Стенешть (комуна, Джурджу)
Стенешть, Стенешті (рум. Stănești) — комуна у повіті Джурджу в Румунії. До складу комуни входять такі села (дані про населення за 2002 рік):
- Белану (566 осіб)
- Гіздару (656 осіб)
- Ончешть (469 осіб)
- Стенешть (1589 осіб)

Комуна розташована на відстані 60 км на південь від Бухареста, 11 км на захід від Джурджу.

## Населення
За даними перепису населення 2002 року у комуні проживали 3280 осіб. Усі жителі комуни рідною мовою назвали румунську.
Національний склад населення комуни:
| Національність | Кількість осіб | Відсоток |
| -------------- | -------------- | -------- |
| румуни         | 3270           | 99,7%    |
| цигани         | 10             | 0,3%     |

Склад населення комуни за віросповіданням:
| Релігія            | Кількість осіб | Відсоток |
| ------------------ | -------------- | -------- |
| православні        | 3270           | 99,7%    |
| римо-католики      | 3              | 0,1%     |
| не релігійні       | 3              | 0,1%     |
| адвентисти         | 2              | 0,1%     |
| лютерани           | 1              | < 0,1%   |
| не вказали релігію | 1              | < 0,1%   |

## Зовнішні посилання
- Дані про комуну Стенешть на сайті Ghidul Primăriilor [Архівовано 2 квітня 2009 у Wayback Machine.]